# Учкун (Мадынский айылный аймак)
Учкун (кирг. Учкун) — село в Кара-Сууском районе Ошской области Кыргызстана. Входит в состав Мадынского айылного аймака.

## География
Село расположено в северо-западной части области, на расстоянии приблизительно 12 километров (по прямой) к юго-юго-востоку от города Кара-Суу, административного центра района.

## Население
Согласно оценочным данным Национального статистического комитета Кыргызской Республики, численность населения села на начало 2023 года составляла 2072 человека.
| год     | 2009 | 2014 | 2015 | 2020 | 2021 | 2023 |
| ------- | ---- | ---- | ---- | ---- | ---- | ---- |
| человек | 1781 | 1559 | 1581 | 1776 | 1824 | 2072 |